# 马军胜
马军胜（1961年8月15日—），男，汉族，山东宁阳人。1991年7月加入中国共产党。南京邮电学院电话交换系毕业。

## 生平
历任广西壮族自治区邮电管理局副局长，邮电部计划司副司长。1998年9月，任国家邮政局党组成员、副局长。2006年11月，任信息产业部党组成员，国家邮政局党组书记、局长。2008年3月，任交通运输部党组成员，国家邮政局党组书记、局长。
2008年，当选第十一届全国政协委员，代表中国科学技术协会，分入第二十三组。并担任全国政协经济委员会专委。
2022年9月，不再担任国家邮政局党组书记、局长职务。
现任第十四届全国政协常委、社会和法制委员会委员。